# Josef Holeček (sportiv)
Josef Holeček (n. 25 ianuarie 1921, Říčany, Boemia Centrală, Cehia – d. 20 februarie 2005, Praga, Cehia) a fost un canoist ce a reprezentat Cehoslovacia, medaliat olimpic. A participat la 2 ediții ale Jocurilor Olimpice (1948, 1952) în care a câștigat două medalii de aur.